# Hayna (Schkeuditz)

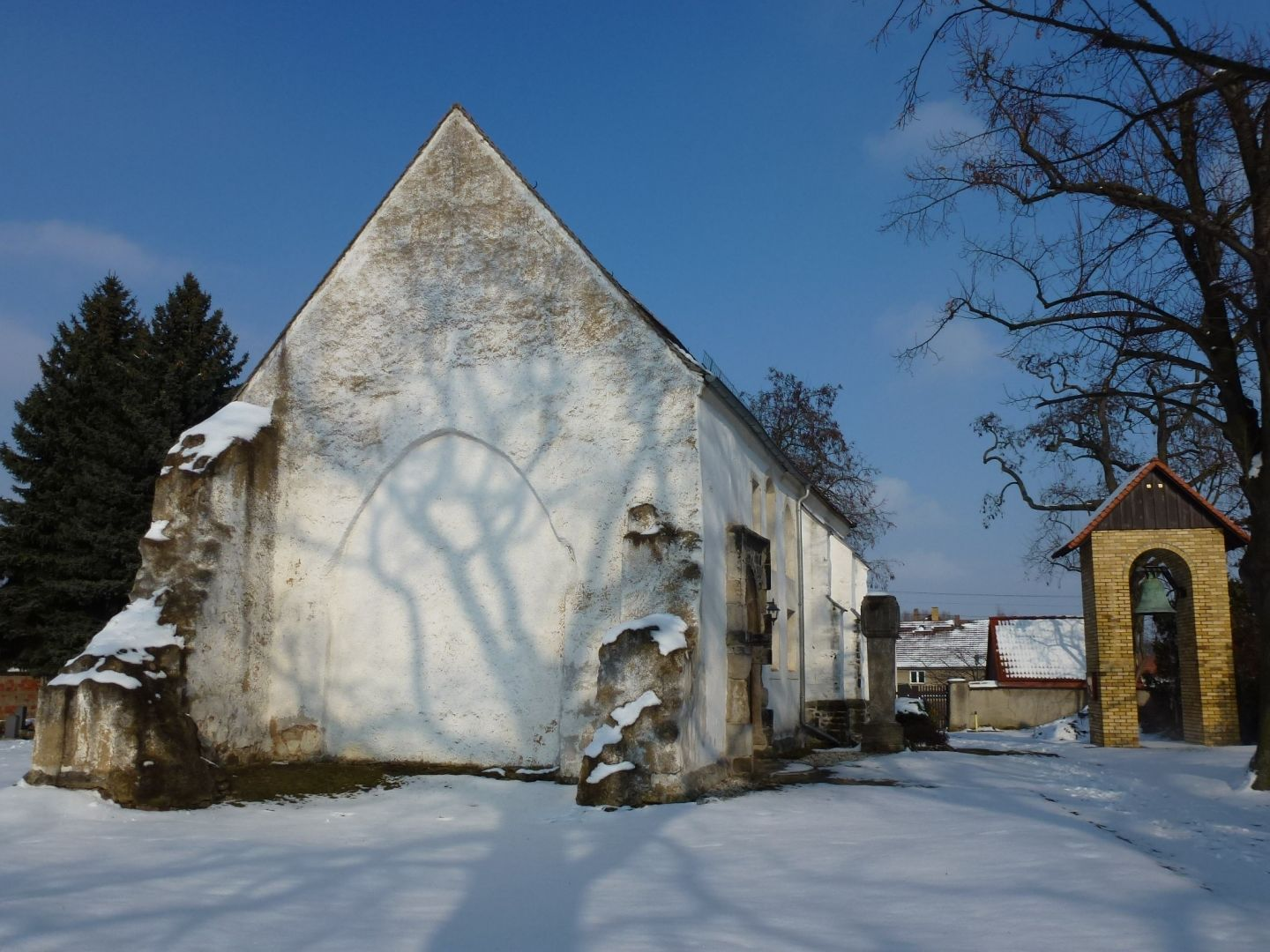
Kirchruine

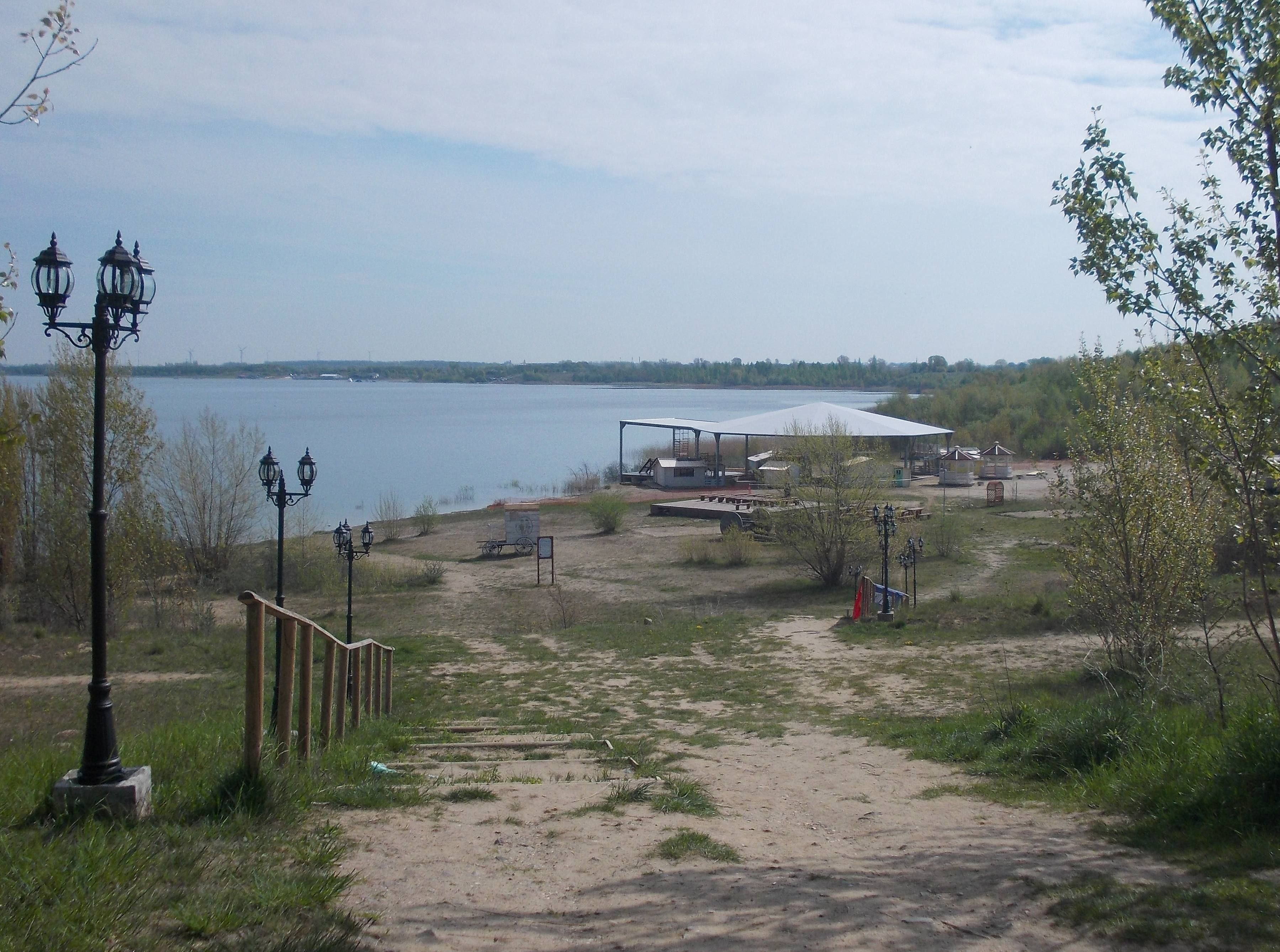
Biedermeierstrand

Hayna ist ein Ortsteil der Stadt Schkeuditz im Landkreis Nordsachsen.

## Geografie
Hayna befindet sich in der Leipziger Tieflandsbucht am Nordwestrand von Leipzig. Im Osten des Orts liegt der Schladitzer See, der in Folge der Renaturierung des Tagebaus Delitzsch-Südwest/Breitenfeld entstanden ist.

## Geschichte
Hayna gehörte bis 1815 anteilig zu den kursächsischen Ämtern Leipzig (Exklave) und Schkeuditz. Durch die Beschlüsse des Wiener Kongresses kam der Ort zu Preußen und wurde 1816 dem Kreis Delitzsch im Regierungsbezirk Merseburg der Provinz Sachsen zugeteilt, zu dem er bis 1952 gehörte. Im Zuge der Kreisreform in der DDR von 1952 wurde Hayna dem neu zugeschnittenen Kreis Delitzsch im Bezirk Leipzig zugeteilt, welcher 1994 im Landkreis Delitzsch aufging.
Am 1. Juli 1973 wurde Hayna nach Radefeld eingemeindet. Dieses wurde am 1. März 1994 mit Freiroda und Wolteritz zur neuen Gemeinde Radefeld zusammengeschlossen. Seit dem 1. Januar 1999 gehört die Gemeinde Radefeld zur in den Landkreis Delitzsch gewechselten Stadt Schkeuditz, wodurch Hayna seitdem ein Ortsteil dieser Stadt ist.
Durch den Aufschluss des Tagebaus Breitenfeld im Jahr 1982 veränderte sich die Landschaft um Hayna drastisch. Nördlich des Orts entstanden die Tagesanlagen des sich direkt östlich an den Ort anschließenden Tagebaus Breitenfeld. Nach der vorzeitigen Schließung des Tagebaus Breitenfeld im Jahr 1991 begann die Renaturierung dieses Areals. Ursprünglich war geplant, dass der Tagebau bis 2005 auch das Gebiet südlich von Hayna, Radefeld und Freiroda in Anspruch genommen hätte. Durch die Flutung des Tagebaurestlochs befindet sich Hayna nun am Westufer des Schladitzer Sees.
Der Haynaer Strandverein e. V. entwickelt den Strand an seinem Ufer zum „Biedermeierstrand“.

## Kulturdenkmale
In der Liste der Kulturdenkmale in Schkeuditz sind für Hayna drei Kulturdenkmale aufgeführt.

## Verkehr
Hayna liegt nördlich der Bundesautobahn 14 (Dresden – Magdeburg) in der Nähe des Schkeuditzer Kreuzes. Von der Ortslage Hayna sind die Autobahnanschlussstellen 21 Schkeuditz und 22 Leipzig-Nord schnell erreichbar. Westlich von Hayna liegt der Flughafen Leipzig/Halle.
Zwischen 1929 und 1970 hatte der Ort über den Halt „Radefeld-Hayna“ Anschluss an die Delitzscher Kleinbahn.

## Persönlichkeiten
- Johann Christoph Libert (* um 1690 in Hayna, gest. 1757), Astronom und Mitglied der Russischen Akademie der Wissenschaften